# Президентские выборы в Гватемале (1993)
Непрямые президентские выборы в Гватемале прошли 5 июня 1993 года.
Они были вызваны конституционным кризисом власти, когда президент Хорхе Серрано попытался захватить в стране полную власть, отменив действующую Конституцию, распустив парламент и Верховный суд, ввёл цензуру и пытался ограничить гражданские свободы. Однако, переворот не был поддержан обществом и в конце концев Серрано вынужден был оставить пост и бежать из страны.
В результате голосования в Конгрессе президентом был избран Рамиро Леон Карпио, а вице-президентом — Артуро Эрбрюгер, поддержанный армией.

## Результаты
| Кандидат                | Партия | 1-й тур | 2-й тур |
| ----------------------- | --- | ------- | ------- |
| Рамиро Леон Карпио      | Партия национального авангарда -Движение действие в солидарности -Гватемальский республиканский фронт -Движение национального освобождения | 64      | 106     |
| Артуро Эрбрюгер         | Гватемальская христианская демократия -Национальный центристский союз                                                                      | 51      | вышел   |
| Марио Киньонес Амескита | Партия национального авангарда | вышел   | вышел   |
| не голосовало           | не голосовало | 1       | 10      |
| Всего                   | Всего | 116     | 116     |